# Лигурска република
Лигурска република (итал. Repubblica Ligure) била је краткотрајна француска марионетска држава на тлу северне Италије коју је формирао Наполеон Бонапарта 14. јуна 1797. године. Простирала се на територији старе Републике Ђенове која је пот француским притиском постала Наполеонов пројекторат. Први устав Лигурске републике проглашен је 22. децембра 1797. године.
Године 1800. Република је накратко окупирана од стране аустријске војске, али је Наполеон убрзо ослободио својом војском. Нови устав из 1801. године у држави је основао инстутуције сличне некадашњој Ђеновљанској републици са дуждом као председником Сената.
Године 1805. држава је директно анектирана од стране Француске и прикључена територији Француског царства. Након пада Наполеона 1814. године, Република је кратко обновљена (између 28. априла и 28. јула). Након Бечког конгреса додељена је Краљевини Сардинији (3. јануара 1815. године). Лигурска република је користила традиционалну ђеновљанску заставу: црвени крст на белој позадини.